# Xylopia hastarum
Xylopia hastarum este o specie de plante angiosperme din genul Xylopia, familia Annonaceae, descrisă de M. L. Green. A fost clasificată de IUCN ca specie cu risc scăzut. Conform Catalogue of Life specia Xylopia hastarum nu are subspecii cunoscute.